# 晕滃法
晕滃法是绘制地图时，用不同长短、粗细和疏密的线条表示地形的方法。在坡度低平和缓的地方，用细长稀疏的线条表示; 坡度陡峭的地方，则用粗短密集的线条表示。
雅克·卡西尼最早在地图绘制中使用晕滃法。1799年，奥地利军人莱曼(Johann G．Lehmann) 统一了晕滃法标准，明确提出了根据倾斜度来调整羽毛密度的方法。到19世纪，已经成为一种广泛采用的地形起伏表示法。